# Cardcaptor Sakura: la película 2, la carta sellada
Cardcaptor Sakura la Película: La Carta Sellada (劇場版カードキャプターさくら 封印されたカード Gekijōban Cardcaptor Sakura Fūin Sareta Card?) es la segunda película basada en el anime y manga Cardcaptor Sakura de CLAMP. 
Se estrenó en los cines japoneses el 15 de julio del año 2000. La animación fue realizada por Madhouse, fue dirigida por Morio Asaka y escrita por Nanase Ōkawa. La película cierra la historia del anime Cardcaptor Sakura dejando despejada y aclarada la relación entre Sakura Kinomoto y Li Syaoran. 
Fue la única película de la franquicia en doblarse para Hispanoamérica y se estrenó exclusivamente en el canal Cartoon Network el 10 de noviembre de 2002, con el título Sakura Card Captors: la película.

## Sinopsis
Ha pasado tiempo desde la captura y conversión de las cartas Clow en cartas Sakura y todos han vuelto a su vida rutinaria. Eriol Hiiragizawa ha vuelto a Europa y su casa fue demolida para dar paso a un nuevo parque de atracciones en Tomoeda, activando una Carta Clow, La Nada, sepultada bajo de la casa. Después de la construcción del parque, la carta se oculta en la torre del reloj y comienza a robar en secreto las Cartas Sakura. Por su parte, Sakura Kinomoto enfrenta sus propios desafíos, tener el papel principal en una obra que su escuela está presentando como parte del festival anual de Tomoeda, y sus propios sentimientos hacia su amigo Syaoran Li, quien se le confesó antes de regresar a Hong Kong. 
Sakura y su mejor amiga Tomoyo Daidoji visitan el parque de atracciones, donde Sakura siente un aura mágica. Corriendo hacia el parque, se topa con Syaoran y Meiling Li, que regresan para una visita planeada por Tomoyo y Meiling para que Sakura se confiese a Syaoran.
Durante los días siguientes, Sakura y sus amigos ensayan la obra, y aunque Sakura intenta repetidamente confesarse con Syaoran, la interrumpen en cada ocasión. Al mismo tiempo, también notan que varios lugares y objetos en Tomoeda están desapareciendo. En un parque de atracciones, Sakura y Syaoran presencian la desaparición de una de las Cartas de Sakura y la persiguen hasta una sala de espejos, donde se encuentran con La Nada, cuyo poder consiste en borrar la existencia de las cosas; allí roba varias cartas más de Sakura.
Sakura y Kero son contactados por Eriol desde Inglaterra, quien explica que la magia requiere balance, por lo que La Nada fue concebida y sellada para equilibrar la magia de creación que poseen las Cartas Clow, pero fue liberada debido a que ella las transformó las cartas Sakura, dejando libre a La Nada que aun es una carta Clow, como resultado, la ciudad de Tomoeda será borrada trozo a trozo cada vez que la Nada robe una carta. Eriol advierte a Sakura que convertirla en una carta Sakura restauraría el equilibrio, pero cuando la transforme, su sentimiento mas valioso en ese momento, es decir, su amor por Syaoran, será borrado como pago. 
Sakura le informa a Syaoran, pero él concluye que el sacrificio es su única opción. Sakura sale corriendo llorando, pero es consolada por Yue, el segundo guardián de las cartas y la verdadera forma de Yukito. Durante otro ensayo, la Nada ataca la escuela, hiriendo a Takashi Yamazaki, quien iba a desempeñar el papel principal opuesto a Sakura, por lo que Syaoran es señalado como su reemplazo.
Durante la obra, el poder de la Nada se extiende y borra a muchos de los amigos y familiares de Sakura, quien junto a Syaoran, Kero y Yue van al parque de atracciones y luchan contra la Nada, quien borra a Kero y Yue. Syaoran la ataca en la noria, pero es derrotado. Sakura persigue a la Nada hasta la torre del reloj, donde es despojada de sus últimas cartas a excepción de la carta sin nombre que creó con su propia magia cuando Syaoran se fuera a Hong Kong, sin embargo Sakura no ha logrado activarla o descubrir su poder. 
La Nada encara a Sakura recriminándole la soledad a la que fue condenada tras nacer ya que mientras el mazo completo es libre junto a su amo ella fue apartada del lado de sus hermanas, las otras cartas, condenada a ser olvidada y existir encerrada en soledad. Sakura comprende que la Nada recogió las cartas para no estar sola, entendiendo que no es un ser maligno sino un inocente que sufre por lo que decide ayudarla.
Sakura promete a la carta que nunca volverá a estar aislada y se prepara para sellarla; sin embargo, Syaoran aparece y revela que su intención es sacrificarse y convertir la carta en lugar de Sakura para que ella no sacrifique sus emociones, prometiendo que incluso si pierde sus sentimientos se enamorará de ella de nuevo. Al sentir la desesperación de Sakura, que no puede hacer nada para evitar el sacrificio de Syaoran, la carta sin nombre despierta y se fusiona con La Nada convirtiéndose ambas en la Carta de la Esperanza. 
Sakura finalmente reúne el valor para responder a la confesión de Syaoran reconociendo entre lágrimas que lo ama, sorprendiéndose cuando él responde que siente lo mismo, descubriendo que la fusión evitó la pérdida de sus sentimientos. Los poderes de la Nada se invierten, restaurando Tomoeda y a sus habitantes mientras Sakura salta a los brazos de Syaoran, juntos por fin.

## Reparto
| Personaje               | Japonés                                       | Inglés                                       |
| ----------------------- | --------------------------------------------- | -------------------------------------------- |
| Sakura Kinomoto         | Sakura Tange                                  | Kari Wahlgren                                |
| Syaoran Li              | Motoko Kumai                                  | Mona Marshall                                |
| Tomoyo Daidoji          | Junko Iwao                                    | Michelle Ruff                                |
| Kero                    | Aya Hisakawa Masaya Onosaka (forma verdadera) | Wendee Lee Dave Wittenberg (forma verdadera) |
| Meiling Li              | Yukana Nogami                                 | Julie Maddalena                              |
| Touya Kinomoto          | Tomokazu Seki                                 | Kirk Thornton                                |
| Yukito Tsukishiro / Yue | Megumi Ogata                                  | Steve Staley                                 |
| Fujitaka Kinomoto       | Hideyuki Tanaka                               | Michael McConnohie                           |
| Eriol Hiiragizawa       | Sasaki Nozomu                                 | Johnny Yong Bosch                            |
| Kaho Mizuki             | Emi Shinohara                                 | Philece Sampler                              |
| Spinel Sun              | Yumi Touma                                    | Philece Sampler                              |
| Rika Sasaki             | Tomoko Kawakami                               | Stevie Bloch                                 |
| Naoko Yanagisawa        | Emi Motoi                                     | Sherry Lynn                                  |
| Chiharu Mihara          | Miwa Matsumoto                                | Dorothy Elias-Fahn                           |
| Takashi Yamazaki        | Issei Miyazaki                                | Joshua Seth                                  |
| Sonomi Daidouji         | Miki Itō                                      | Wendee Lee                                   |
| Yoshiyuki Terada        | Toru Furusawa                                 | Steven Blum                                  |
| The Nothing Card        | Maaya Sakamoto                                | Lia Sargent                                  |

## Banda sonora
Con 32 pistas de canciones instrumentales de fondo y pistas vocales utilizadas en la película, Cardcaptor Sakura Movie 2: The Sealed Card Original Soundtrack fue lanzado en Japón el 2 de agosto de 2000 por Victor Entertainment.
El tema principal de la película es «Ashita e no Melody» (明日へのメロディー?  tdl. «Melodía hacia el mañana») de CHAKA (歌手). La canción se lanzó como sencillo el 12 de julio de 2000 y alcanzó el puesto n.º 43 en la lista semanal de sencillos de Oricon.

## Arte adicional
Madhouse también sacó varias obras de arte de alta calidad, postales y posters ilustrados (incluido el póster adicional de la escena final). La edición especial en DVD incluía una sección separada dedicada a la galería de arte, junto con un folleto y láminas a lápiz. CLAMP también publicó un libro de arte titulado «El libro completo de la película animada Cardcaptor Sakura: La carta sellada» en octubre de 2000, que también incluía entrevistas con CLAMP y los actores de doblaje de la serie Cardcaptor Sakura.

## Recepción crítica
Ridwan Khan señaló que para entender la película era necesario conocer la segunda temporada de Cardcaptor Sakura. Chris Beveridge calificó la película como «muy divertida» y elogió su final, aunque señaló que, en ocasiones, la trama era repetitiva. Beveridge también consideró que el especial «Kero-Chan Theatrical Event» era el mejor extra. Allen Divers, de Anime News Network, señaló que el doblaje al inglés era más fiel al japonés que los doblajes anteriores, incluso con la expresión característica de Sakura «¡Hoe!», y que los actores de doblaje hicieron un gran trabajo al igualar las emociones de los originales japoneses. Consideró que la película era un final satisfactorio para la serie. Carlos Ross, de THEM Anime Reviews, consideró que la trama de la película era más sustancial que la de la primera y disfrutó de las dos historias: las emociones de Sakura y la carta final. La segunda película de Cardcaptor Sakura también ganó el premio a la mejor película en el Animation Kobe de 2000. 

## Enlaces relacionados
- Cardcaptor Sakura
- Cardcaptor Sakura: la película
- CLAMP